# (24107) 1999 VS19
1999 في أس 19 (ويعرف أيضًا باسم (24107) 1999 في أس 19 وفق تسمية الكوكب الصغير) (بالإنجليزية: 1999 VS19)‏ هو كويكب ضمن حزام الكويكبات؛ وترتيبه 24107 من حيث الاكتشاف.
اكتُشف هذا الجُرم الفلكي بواسطة توم ستافورد في 12 نوفمبر 1999.

## وصلات خارجية
- (24107) 1999 VS19 في قاعدة بيانات مختبر الدفع النفاث لأجرام النظام الشمسي الصغيرة

- الاكتشاف · مخطط المدار ·  العناصر المدارية · المعلمات المادية

- (24107) 1999 VS19 على موقع ويكي سكاي: DSS2, SDSS, GALEX, IRAS, Hydrogen α, X-Ray, Astrophoto, Sky Map, Articles and images